# 금동미륵보살반가사유상 (보물 제331호)
금동미륵보살반가사유상(金銅彌勒菩薩半跏思惟像)은 서울특별시 용산구, 국립중앙박물관에 있는 삼국시대의 보살상이다. 1963년 1월 21일 대한민국의 보물 제331호로 지정되었다.

## 개요
금동미륵보살반가사유상(金銅彌勒菩薩半跏思惟像)은 왼다리를 내리고 걸터 앉아서 오른손을 들어 두 손가락을 살짝 뺨에 대고 생각하는 듯한 자세를 취하고 있는 미륵보살상이다.
긴 얼굴은 눈꼬리가 치켜 올라가고 미소가 없는 정적인 표정이다. 머리는 평평하게 표현되었고 그 위에 높은 상투 모양의 머리묶음이 있다. 가늘고 긴 몸은 양 어깨와 양 팔에만 옷을 살짝 걸치고 있으며, 옷주름은 단순하면서 매우 도식적으로 표현되었다. 목 둘레의 2중으로 된 구슬 장식은 무거워 보이는데 가슴 앞으로 내려와 X자형으로 교차되고 있다. 
대좌(臺座)는 4각형의 대좌 위에 8각으로 된 받침을 놓고 그 위에 다시 연꽃이 새겨진 대좌가 놓여있는 모습인데, 보살상보다 크게 만들어져 전체적으로 안정된 느낌을 주고 있다. 4각형의 대좌에는 마름모꼴 문양이 1면에 2개씩 뚫려 있는데 대좌의 이런 모양은 한국의 금동불에서는 보기 드문 예이다.
조각수법이 선과 면의 구분이 분명하고 잘 다듬어져 세련된 모습이며, 출토지가 분명하지 않지만 2중의 구슬장식과 가운데가 솟아오른 연꽃의 형식 등으로 보아서 삼국시대 후기에 만들어진 작품으로 추정된다. 

## 참고 자료
- 금동미륵보살반가사유상 - 국가유산청 국가유산포털